# Albert Polman
Albert Polman (* 21. April 1961 in Groningen) ist ein niederländischer Physiker.
Polman studierte Physik an der Universität Utrecht mit dem Bachelor-Abschluss 1981, dem Master-Abschluss 1985 und der Promotion 1989 (Dissertation: Beam-induced phase transitions in silicon), angefertigt am Institute for Atomic and Molecular Physics (AMOLF) in Amsterdam. Als Post-Doktorand war er bis 1991 an den Bell Laboratories in Murray Hill. Ab 1991 war er Projektleiter am AMOLF und ab 1996 Gruppenleiter mit fester Anstellung. 1999 bis 2004 war er dort Abteilungsleiter und 2006 bis 2013 Direktor. 1996 bis 2011 war er außerdem Professor für Nanophotonik an der Universität Utrecht. Er ist Programmleiter der  Fokusgruppe Light Management in new photovoltaic materials der niederländischen Forschungsorganisation NWO und Professor für photonische Materialien für die Photovoltaik an der Universität Amsterdam.
2003/04 war er im Sabbatjahr am Caltech und 2017/18 an der University of New South Wales.
Er ist ein Pionier der Nanophotonik und befasst sich mit nanostrukturierten  Metamaterialien mit speziell zugeschnittenen optischen Eigenschaften und neuartigen Photovoltaik-Architekturen. Er gilt als Erfinder des optischen Dotierung (optical doping), der Einfügung optischer aktiver Ionen in dünne Filme durch Ionenimplantation. Mit seiner Gruppe erfand er die winkelaufgelöste Kathodolumineszenz-Mikroskopie (Angle-Resolved Cathodoluminescence Imaging Spectroscopy, ARCIS), die bis 10 Nanometer Auflösung erreicht und die er mit der Firma Delmic, die er mit gründete, vermarktet.
2014 erhielt er den Julius-Springer-Preis für angewandte Physik mit Harry Atwater für Pionierarbeiten in Plasmonik und Nanophotonik mit Anwendung auf hocheffiziente Solarzellen. 2010 und 2016 erhielt er einen ERC Advanced Grant und 2012 den ENI Renewable and Non-Conventional Energy Prize. Er gehört zu den hochzitierten Wissenschaftlern. 2016 wurde er Fellow der Optical Society of America und er ist Mitglied der Königlich Niederländischen Akademie der Wissenschaften. 2014 erhielt er für ARCIS den MRS Materials Innovation and Characterization Award.
Er ist mit einer Musikwissenschaftlerin verheiratet und singt in einem Kammerchor.

## Schriften (Auswahl)
- mit G. Franzó, F. Priolo, S. Coffa, A. Carnera: Room-temperature electroluminescence from Er-doped crystalline Si, Appl. Phys. Lett., Band 64, 1994, S.  2235
- mit E. Snoeks, A. Lagendijk: Measuring and modifying the spontaneous emission rate of erbium near an interface, Phys. Rev. Lett., Band 74, 1995, S. 2459
- mit B. Min, J. Kalkman, T.J. Kippenberg, K.J. Vahala: Ultra-low threshold erbium-implanted toroidal microlaser on silicon, Appl. Phys. Lett., Band 84, 2004, S.  1037
- mit H. Atwater, J. A. Dionne, L. A. Sweatlock: Plasmon slot waveguides: Towards chip-scale propagation with subwavelength-scale localization, Phys. Rev. B, Band 73, 2006, S. 035407
- mit E. Verhagen, L. Kuipers: Enhanced non-linear optical effects with a tapered plasmonic waveguide, Nano Lett., Band 7, 2007, S. 334
- mit R. de Waele, A. F. Konederink: Tunable nanoscale localization of energy on plasmon particle arrays, Nano Lett., Band 7, 2007, S. 2004
- Plasmonics Applied,  Science, Band 322, 2008, S.  868
- mit K. R. Catchpole: Design principles for particle plasmon enhanced solar cells, Appl. Phys. Lett., Band 93, 2008, S. 191113
- mit M. Kuttge, H. Lezec, E. J. R. Vesseur, A. F. Koenderink, H. A. Atwater, F. J. Garcia de Abajo: Local density of states, spectrum, and far-field interference of surface plasmon polaritons probed by cathodoluminescence, Physical Review B, Band 79, 2009, S. 113405
- mit Harry Atwater: Plasmonics for improved photovoltaic devices, Nature Materials, Band 9, 2010, S. 205